# Sebastián Miranda
Sebastián Miguel Miranda Córdova (Las Condes, 26 agosto 1980) è un ex calciatore cileno, di ruolo difensore.

## Carriera

### Inizi
Miranda ha iniziato la sua carriera professionistica nel 1996 dopo l'ingresso nelle giovanili dell'Unión Española. Nel 1998 è stato chiamato in prima squadra, allenata da Guillermo Yávar. Nella stagione 1999 ci fu l'arrivo del nuovo allenatore Juvenal Olmos, che lo mandò in prestito al Ñublense, che allora militava in seconda divisione, per poter acquisire esperienza per giocare in prima squadra; vi rimase per due anni. Nel 2001 tornò all'Unión Española, in preparazione per la stagione 2001 in prima divisione. Ha fatto il suo debutto in prima squadra contro il Colo-Colo, diventando uno degli elementi portanti del club per quanto riguarda il settore difensivo. Tuttavia, nel 2005 concordò di essere ceduto in prestito al club austriaco del Red Bull Salisburgo per il resto della stagione 2005-2006.

### Universidad Católica
Nel 2006 si trasferisce all'Universidad Católica, in cui debutta durante il torneo di Clausura. Sfortunatamente subì un grave infortunio al ginocchio destro, che lo tenne fuori dai giochi per 9 mesi. Ha fatto il suo ritorno durante il Clausura 2007 dove ha fatto 11 presenze, di cui 4 dalla panchina.

### Ritorno all'Unión Española
Nel 2008 torna all'Unión Española, in cui era diventato titolare inamovibile. Dopo il ritiro di José Luis Sierra, prima del torneo di Apertura 2009, venne nominato come nuovo capitano del club. Nel 2009 aiutò il club cileno a qualificarsi per la Copa Sudamericana 2009, dove vennero eliminati dal Vélez Sársfield ai quarti di finale. Ha continuato la sua permanenza al club come capitano fino alla fine del torneo di Clausura 2010.

### Columbus Crew
Il 24 dicembre 2010 il club di Santiago ha affermato sul suo sito web il trasferimento di Miranda al Columbus Crew, della Major League Soccer. Ha fatto il suo debutto con la Crew il 22 febbraio 2011, nella partita dei quarti di finale della CONCACAF Champions League contro il Real Salt Lake. Ha fatto la sua prima presenza in Major League Soccer il 19 marzo 2011 contro il DC United nella gara inaugurale della stagione.